# Hygrochroa paratima
Hygrochroa paratima är en fjärilsart som beskrevs av William Schaus 1910. Hygrochroa paratima ingår i släktet Hygrochroa och familjen silkesspinnare. Inga underarter finns listade i Catalogue of Life.